# Jantzen Derrick
Jantzen Stuart Derrick, né le 10 janvier 1943 à Bristol, est un footballeur anglais des années 1960 et 1970.

## Biographie
En tant qu'attaquant, Jantzen Derrick débuta en 1959 en D2 anglaise à Bristol City, mais le club redescendit en D3. Il termina deuxième de D3 anglaise en 1965, et accéda à la deuxième division. Il fut prêté à Mansfield Town, en D3 anglaise, sans rien remporter.
Il signa lors de la saison 1971-1972 au Paris Saint-Germain. Il ne joua que trois matchs cette saison-là sans marquer aucun but, et le PSG termina 16e du championnat, à quatre points du premier relégable. Puis il repartit en Angleterre à Bath City.

## Clubs
- 1959-1970 :  Bristol City Football Club
- 1970-1971 : →  Mansfield Town Football Club (prêt)
- 1971-1972 :  Paris SG
- Bath City Football Club